# 屈家嶺文化

屈家嶺文化的范围

屈家嶺文化，是分布於中國长江中游地区的江汉平原的新石器時代文化，因最早在湖北京山屈家嶺遺址發堀而得名。该文化源自油子岭文化，影响范围较广，东到湖北东部的黄冈、鄂州，西至三峡地区，北到河南南阳，南至洞庭湖滨，西北延伸至陕西南部的丹江流域。屈家嶺文化年代約為公元前2500年～公元前約2200年前。
屈家嶺遺址最早在1955年至1957年被發堀，其後學者又在湖北各地發堀了更多屈家嶺文化的遺址，並在其中許多遺址如枝江關廟山遺址中發現其與前後期文化的關係，認定其為是更早期長江中游的大溪文化的繼承者，而後被更晚期的青龍泉文化所繼承。
從遺址中可發現屈家嶺文化稻作的痕跡，動物方面有雞、羊、狗、豬等遺留，出土的大量陶紡輪證明其紡織甚為發達。建築方面，燒土塊作為建材已十分成熟。此外發現大量墓葬建築，多有陶器隨葬。陶器繼承大溪文化的圈足器，但有更多的鼎器。
屈家嶺文化大部分陶器相當樸素，有些則有壓印或彩繪圖案。屈家嶺文化仿效大溪文化，出現許多帶有圈足、底座支柱的陶器。陶器上出現的許多紡錘狀螺旋渦紋圖案顯示當時織品紡織可能十分盛行。

## 主要遗址分布
- 湖北京山屈家岭遗址
- 石首走马岭遗址
- 钟祥六合遗址
- 天门邓家湾
- 谭家岭和肖家屋脊遗址

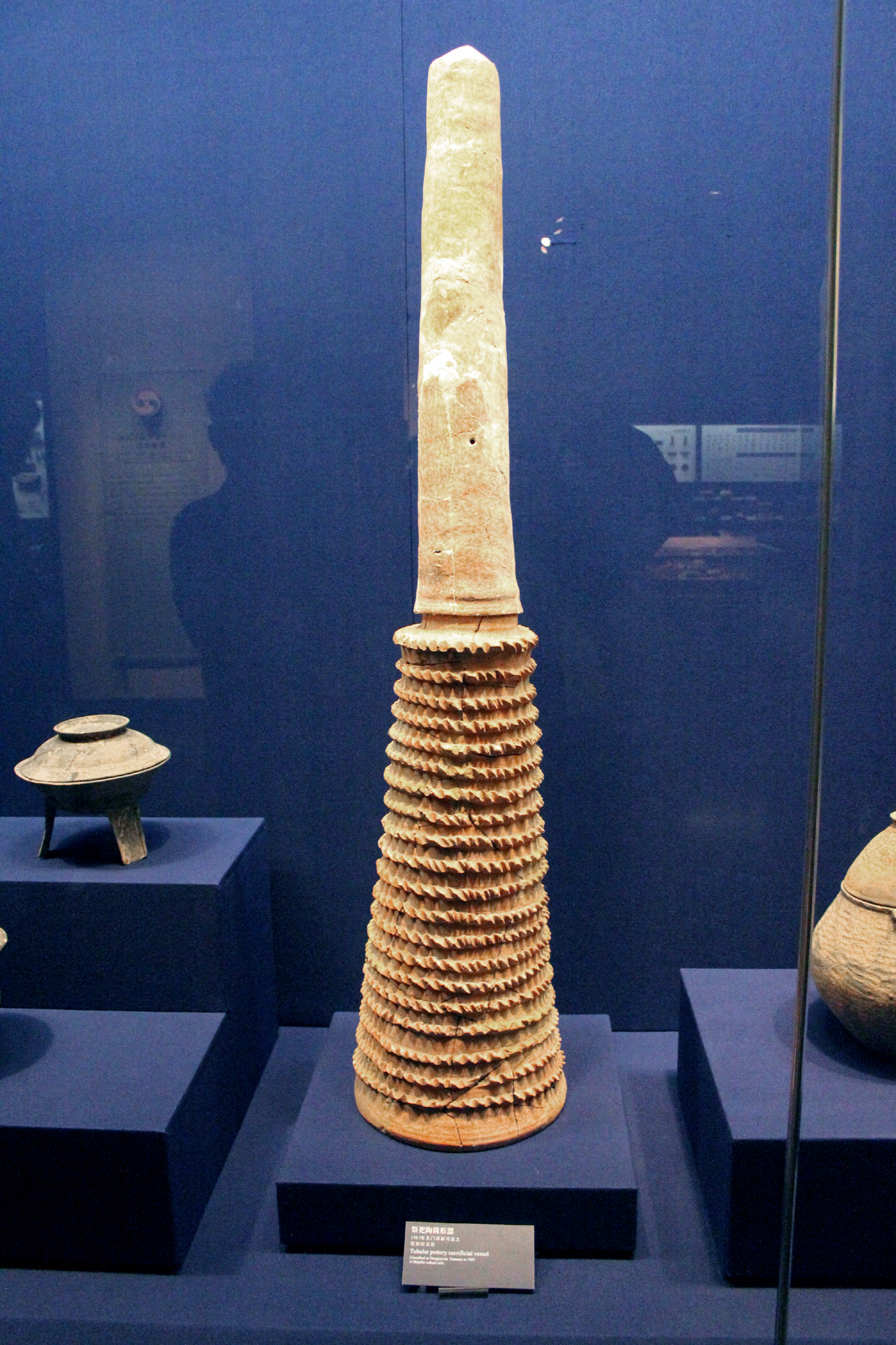
邓家湾遗址出土的陶筒型器，湖北省博物馆藏

屈家岭文化时期的古城也屡有发现。这些古城和黄河流域龙山文化时期的史前古城年代相当，但规模一般更大。发现的古城址有：
- 城头山古城
- 走马岭古城
- 江陵阴湘城
- 荆门马家垸古城
- 天门石家河古城

## 分期
根据地层关系和陶器形制，屈家岭文化可分为早、中、晚三期。

### 早期
早期遗存主要包括湖北京山屈家岭遗址下层，朱家嘴，湖北武昌放鹰台遗址下层，湖南安乡划城岗遗址中层等。
这一期的特点是，石器磨制较为粗糙，许多石器的边缘常有打琢痕迹。陶制工具中，大型黑、灰陶纺轮颇有代表性。陶器以黑陶为主，灰陶次之，圈足器比较发达，其中朱绘黑陶最具特征。彩陶多为厚胎，有些纹饰具有仰韶文化的风格。

### 中期
中期是屈家岭文化的鼎盛时期，分布范围最广，代表性遗存有：屈家岭遗址晚期一、二，湖北青龙泉遗址中层，宜都红花套遗址第四期，河南淅川下王岗遗址等。
这一期的房屋发现较多，工具以石器为主，磨制较早期精细，陶制工具较少，以彩陶纺轮为代表。陶器以灰陶为主，黑陶次之，红陶数量很少。种类和数量都有很大增加，典型器物有矮足罐形鼎、高圈足杯、三足碟、直口长颈扁腹壶等。彩陶数量增多，蛋殼彩陶是屈家岭文化的代表。一些器皿如大型陶锅、缸形器皿等，与中原地区的庙底沟文化二期有相似特征。

### 晚期
晚期的主要遗址有：天门石家河遗址下文化层，丹江口观音坪遗址下层等。
晚期的石器以长方形石斧、双孔石刀和有铤石镞为代表。彩陶纺轮数量更多，形制变小，有太极图式和对称双弧线中夹斜线彩纹。陶器仍以灰陶为主，红陶数量有所增加。袋足炊器（鬶）的出现标志着这一时期的文化已经向青龙泉文化三期过渡。

## 參见
- 大溪文化
- 青龙泉文化
- 龙山文化
- 中国新石器文化列表